# Láser de energía solar

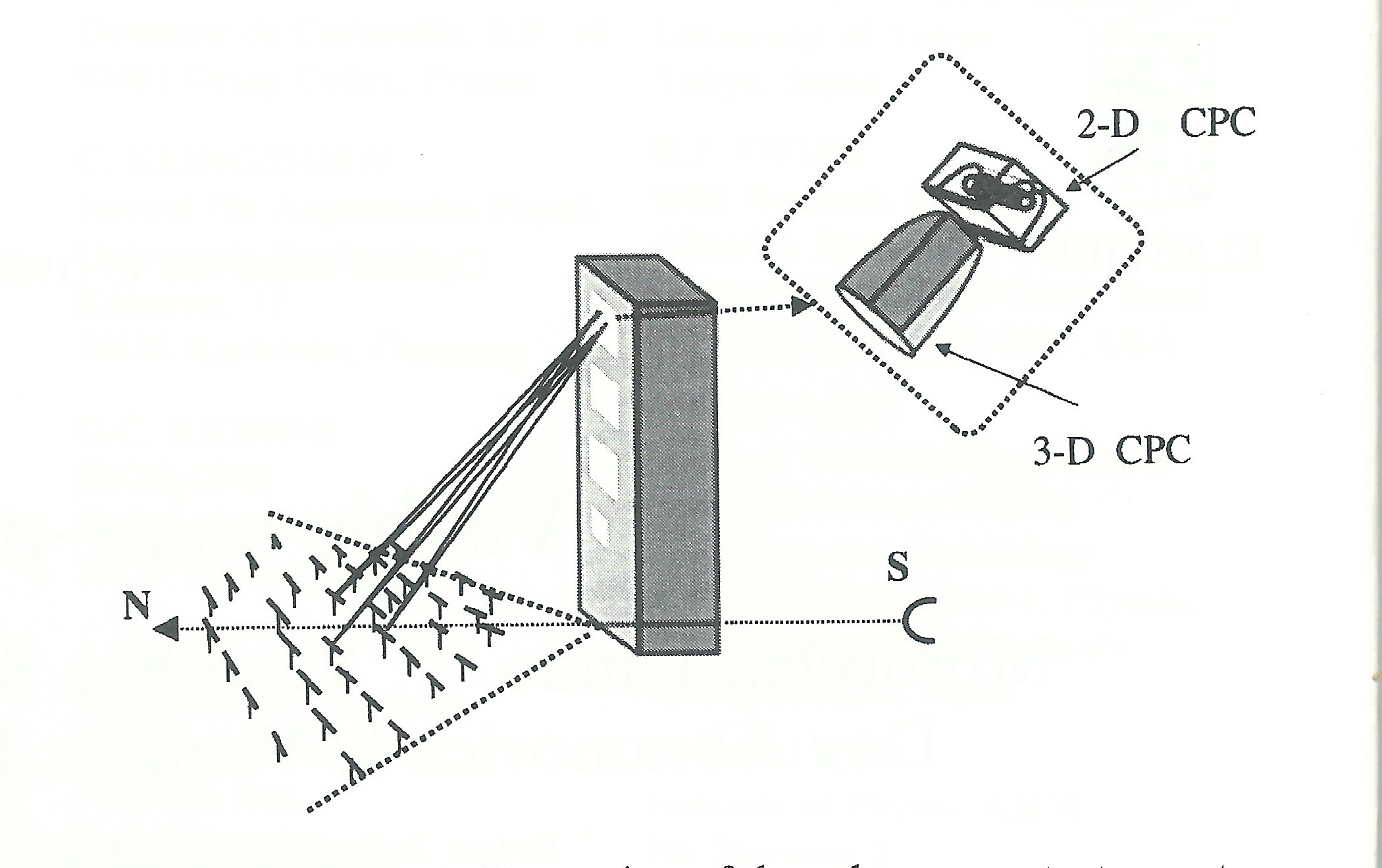
Rayos solares dirigidos desde un conjunto de paneles solares a la «torre de sol», equipada con cristales dopados con neodimio para la emisión de láser. Instituto Weizmann, Israel.

Un láser de bombeo solar (o láser accionado por energía solar) es un láser que comparte las mismas propiedades ópticas que los láseres convencionales tales como emitir un haz consistente en radiación electromagnética coherente que puede alcanzar alta potencia, pero que utiliza radiación solar para bombear el medio activo. Este tipo de láser se diferencia de otros tipos de láseres en que no requiere ninguna fuente de energía artificial.

## Medio láser activo
Los dos más estudiados tipos de medio láser activo para láseres accionados por energía solar han sido el de yodo, con una longitud de onda de láser de 1.31 micrómetros, y el de NdCrYAG (granate itrio aluminio dopado con neodimio y cromo), el cual emite en una longitud de onda de 1.06 micrómetros. Diodos láser bombeados por energía solar también han sido propuestos por Landis y otros.

## Aplicaciones
Los láseres de bombeo solar no se utilizan comercialmente porque el bajo costo de la electricidad en la mayoría de los lugares significa que otros tipos de láseres más eficientes que funcionan con energía eléctrica se pueden usar de manera más económica. Los láseres bombeados por energía solar pueden resultar útiles en ubicaciones fuera de la red

### Nanopolvos
Pueden producirse polvos dispersos de grano muy fino mediante el uso de tecnología de síntesis láser.

### Producción de hidrógeno
Un líder en este campo es Shigeaki Uchida y su equipo en Japón (Tokio / Osaka). Su diseño utiliza lentes Fresnel y un láser NdCrYAG bombeado por energía solar para impulsar un ciclo a base de magnesio, que produce gas hidrógeno como producto.

### Potenciales aplicaciones en naves espaciales
Dado que no hay energía de 'red' en el espacio, la mayoría de las naves espaciales utilizan fuentes de energía solar, en su mayoría celdas solares fotovoltaicas. Alimentar láseres requiere altos niveles de energía, así que la ineficiencia de las celdas solares fotovoltaicas (usualmente tienen eficiencias menores al 27 %) motiva el interés en el bombeo solar de láseres.
Otros beneficios potenciales de los láseres de bombeo solar podrían ser el peso reducido y un menor número de componentes, proporcionando mayor confiabilidad (número reducido de modos de fallo) versus un láser de bombeo eléctrico alimentado por celdas fotovoltaicas. También pueden ser utilizados para comunicaciones espaciales profundas, sensores para medir las condiciones en la Tierra, detección y seguimiento de objetos en el espacio, así como también transmisión de energía.

#### Propulsión espacial
Ha habido propuestas para utilizar láseres accionados por energía solar para usos en propulsión por haz de luz.

#### Satélites accionados por energía solar
Ha habido propuestas para utilizar láseres accionados por energía solar para usos en energía solar espacial.

## Investigación actual
Una propuesta para utilizar el horno solar de Uzbekistán para energizar un láser de Nd:YAG accionado por energía solar, habría sido el sistema más grande del mundo en su tipo, que manejaría hasta 1 MW de potencia de energía proveniente del sol.
Aun así, los esfuerzos de investigación actuales están enfocados en combinar la salida de energía de varios concentradores más pequeños, una propuesta que es mucho más alcanzable.